# Phenacoccus lycii
Phenacoccus lycii är en insektsart som först beskrevs av Ferris 1919.  Phenacoccus lycii ingår i släktet Phenacoccus och familjen ullsköldlöss. Inga underarter finns listade i Catalogue of Life.